# Skupina Ivana Mládka (album)
Skupina Ivana Mládka je kompilacijski album češke glasbene skupine Banjo Band iz leta 1983. Med pesmimi je tudi priredba pesmi »The Spider and the Fly« Thomasa Wallerja.

## Seznam skladb
| Stran 1 | Stran 1                         | Stran 1 |
| Št.     | Naslov                          | Dolžina |
| ------- | ------------------------------- | ------- |
| 1.      | „Lulu z Honolulu‟               | 2:57    |
| 2.      | „Učitelka boxu‟                 | 2:31    |
| 3.      | „Píseň o černé tlačence‟        | 2:50    |
| 4.      | „Dvě plus jeden‟                | 2:48    |
| 5.      | „Ztratil jsem sako‟             | 2:29    |
| 6.      | „Karel‟                         | 1:44    |
| 7.      | „Vánoce v Ďáblicích‟            | 4:05    |
| 8.      | „Ty, ty, ty‟                    | 2:25    |
| 9.      | „Jardo Kvapilů, netlač na pilu‟ | 2:17    |
| 10.     | „Vrátná dolina, Lautr Rovina‟   | 2:27    |
| 11.     | „Dva docenti‟                   | 2:04    |

| Stran 2 | Stran 2                                                | Stran 2 |
| Št.     | Naslov                                                 | Dolžina |
| ------- | ------------------------------------------------------ | ------- |
| 1.      | „Šmidli Boys‟                                          | 2:05    |
| 2.      | „Banjo, já se s tebou loučím‟ (The Spider and the Fly) | 2:21    |
| 3.      | „Na děvče mi nesahej‟                                  | 1:39    |
| 4.      | „Jak jsem tapetoval pokoj‟                             | 2:52    |
| 5.      | „Pragovka baby‟                                        | 1:42    |
| 6.      | „Malíř olejových obrázků‟                              | 2:09    |
| 7.      | „Tak se nám ti naši mladí berou‟                       | 3:14    |
| 8.      | „Až bude mistrovstvi světa v ledním hokeji‟            | 2:42    |
| 9.      | „V ponděli po ránu‟                                    | 2:37    |
| 10.     | „Kolečko po Václavském náměstí‟                        | 3:22    |
| 11.     | „V intimním malém pokojíčku‟                           | 2:35    |

## Zasedba

### Banjo Band
- Ivan Mládek – vokal, banjo
- Ivo Pešák – klarinet
- Ladislav Gerendáš – bas trobenta, vokal
- Zdeněk Kalhous – klavir
- Petr Kaňkovský – kitara, vokal
- Václav Dědina – tuba, bas kitara
- Tomáš Procházka – bobni
- Vítězslav Marek – trobenta

### Gostujoči člani
- Luděk Sobota – vokal
- Tena Elefteriadu – vokal
- Martha Elefteriadu – vokal
- Helena Votavová – vokal